# Феміністська теорія кіно
Феміністична теорія кіно (англ. Feminist film theory) — це парадигма кінокритики, що сформувалася з феміністичної теорії та психоаналізу під впливом фемінізму другої хвилі приблизно в 1970-х у США. Відтоді феміністська теорія кіно розвивалась і змінювалась і нині аналізує сучасні способи створення фільмів та корпус минулих стрічок. Феміністки мають багато підходів до кінематографічного аналізу, елементів фільмів та їх теоретичної основи.

## Ретроспектива
На розвиток феміністської теорії кіно вплинув фемінізм другої хвилі та жіночі студії 1960-70-х. Спочатку в США фемтеорія кіно на початку 1970-х в цілому базувалась на соціологічній теорії і була орієнтована на функції персонажок у кіно. Феміністські кінотеоретичні роботи, такі як Popcorn Venus: Women, Movies, and the American Dream (1973, Marjorie Rosen) та From Reverence to Rape: The Treatment of Women in Movies (1974, Моллі Гаскелл) аналізують, як жінок зображують у фільмах і як це стосується ширшого історичного контексту. Крім того, феміністична критика також досліджує поширені у кіно гендерні стереотипи, те, наскільки жінки зображені активними чи пасивними, а також кількість екранного часу у жінок.
На противагу цьому, теоретикині кіно в Англії зосередились на критичній теорії, психоаналізі, семіотиці та марксизмі. Зрештою ці ідеї набули популярності в американській науковій спільноті у 1980-х. Аналіз, як правило, зосереджувався на змісті тексту фільму та способі, яким текст створює предмет перегляду. Також досліджувала, як процес кінематографічного виробництва впливає на представлення жінок та посилює сексизм.
Британська фемтеоретик кіно Лора Малві з революційним есе «Візуальне задоволення та оповідне кіно» (1975) у британському журналі теорії кіно «Screen» — однією з перших великим нарисом почала зміщувати орієнтацію теорії кіно в психоаналітичні рамки. До Малві такі теоретики кіно, як Жан-Луї Бодрі та Крістіан Мец, використовували психоаналітичні ідеї у своїх теоретизуваннях про кіно. Однак внесок Малві започаткував перетин теорії кіно, психоаналізу та фемінізму.
У 1976 році студенти та студентки Джанет Бергстром, Сенді Фліттерман, Елізабет Ліон та Констанс Пенлі започаткували журнал Camera Obscura, щоб розповідати, як жінки знімаються у фільмах, але були виключені з процесу їх створення. Camera Obscura досі публікується в університеті Дюка, перейшовши від теорії кіно до дослідження медіа.
З початку 1980-х феміністична теорія кіно розглядає кіно через більш інтерсекційну лінзу. Кіножурнал Jump Cut опублікував спеціальний випуск під назвою «Лесбійки та кіно» у 1981 році, де досліджувалась відсутність лесбійських ідентичностей у кіно. В есе Джейн Гейнс «Білий привілей та перспективні відносини: раса та гендер у феміністичній теорії кіно» досліджувалося стирання чорношкірих жінок у кіно кінематографістами — білими чоловіками. У той час як Лола Янг стверджує, що режисери всіх рас не в змозі відірватися від звичних стереотипів, коли зображують чорних жінок. Також писали про феміністичну теорію кіно та расу bell hooks та Мішель Воллес.
З 1985 року матріархальна теорія художниці та психоаналітикині Брахи Еттінґер здійснила революцію у феміністичній теорії кіно. Концепція з книги «Матріархальний погляд»  встановила жіночий погляд і сформулювала його відмінності від фалічного погляду та його ставлення до жіночого, а також материнські особливості та потенціал «спільного злиття», пропонуючи широко використовувати в кіноаналізі критику психоаналізу Фрейда та Лакана жінками-режисерками, такими як Шанталь Акерман, а також режисерами-чоловіками, такими як Педро Альмодовар. Матріархальний погляд пропонує жінці позицію суб’єкта, а не об’єкта, погляду, одночасно деконструюючи структуру самого суб’єкта, і пропонує межу — час, примежовий простір та можливість співчуття та свідчення. Поняття Еттінгер чітко формулюють зв'язки між естетикою, етикою та травмою.
Нещодавно науковиці розширили сферу аналізу, включивши телебачення та цифрові медіа. Крім того, феміністські теоретикині кіно почали досліджувати поняття відмінності, вести діалог про відмінності між жінками (відхід від есенціалізму у фемінізмі загалом), різні методології та перспективи, що містяться під парасолькою феміністичної теорії кіно, та різноманітність методів і передбачуваних ефектів, що впливають на розвиток фільмів. Науковиці також глобалізують перспективу, відповідаючи на постколоніальну критику сприйняттю англо- та євроцентризму в цілому. Підвищена увага приділяється «різним фемінізмам, націоналізмам та медіям в різних місцях і в різних класових, расових та етнічних групах у всьому світі». Аналітикині останніх років також звернули увагу на жінок у індустрії німого кіно та на їхнє вилучення з історії цих фільмів. Проєкт жіночого фільму Джейн Гейнс (WFPP), база даних жінок, які працювали в кіноіндустрії епохи німого кіно, названо великим досягненням у визнанні новаторок у галузі німого кіно такими дослідницями, як Рейчел Шафф.
Нині феміністська теорія кіно є доповненою сферою фемінізму з величезним обсягом висвітлення, яке займається дослідженнями та теорією ЗМІ. У міру зростання цих областей, рамки, створені у феміністичній теорії кіно, були адаптовані для аналізу інших форм ЗМІ.

## Ключові теми

### Чоловічий погляд і жінка-глядачка
Лора Малві розширює ілюструє, що в кіно жінки зазвичай зображуються у пасивній ролі, яка забезпечує візуальне задоволення через скопофілію :30 та ідентифікацію з актором-чоловіком на екрані. :28 Вона стверджує: «У своїй традиційній ексгібіціоністській ролі на жінок одночасно дивляться і демонструють їх зовнішній вигляд, кодований для сильного візуального та еротичного впливу, щоб можна було сказати, що вони означають те, на що слід дивитися».  :28 Як наслідок, Малві стверджує, що у фільмі жінка є «носієм сенсу, а не творцем сенсу». :28 Психоаналітична теорія Жака Лакана є ключем до розуміння того, як фільм створює такий простір для жіночої сексуальної об'єктивації та експлуатації через поєднання патріархального ладу суспільства і «погляду» на себе як приємного акту скопофілії, так «кіно задовольняє споконвічне бажання приємного вигляду». :31
Робота Лори Малві займає особливе місце у феміністській теорії кіно, її уявлення про способи кіноперегляду (від вуаєристичного елемента до почуттів ідентифікації) важливі для теоретикинь кіно з точки зору опису авдиторії у психоаналітичній парадигмі.
Малві виділяє три «погляди» або перспективи, які у фільмі служать сексуальній об'єктивації жінок. По-перше, це перспектива чоловічого характеру і того, як він сприймає жіночий характер. Друге — це перспектива глядача, який бачить жіночу персонажку на екрані. Третій «погляд» об'єднує перші два погляди разом: це погляд чоловічої аудиторії на чоловічого персонажа у фільмі. Ця третя перспектива дозволяє чоловічій аудиторії сприймати жіночу персонажку як свій особистий сексуальний об’єкт, тому що вона може через погляд ідентифікувати себе з чоловічим персонажем. :28
У статті Малві закликає руйнувати сучасну структуру фільмування як єдиний спосіб звільнити жінок від сексуальної об'єктивації у кіно. Вона виступає за усунення вуаєризму, закодованого у фільмі, шляхом створення дистанції між глядачем-чоловіком та жіночою персонажкою. Єдиний спосіб зробити це, стверджує Малві, — знищити елемент вуаєризму та «невидимого гостя». Малві також стверджує, що домінування чоловіків втілюється лише тому, що існують жінки, оскільки без жінки для порівняння чоловік і його верховенство як контролера зорового задоволення є незначними. Для Малві саме наявність жінки визначає патріархальний лад суспільства, а також чоловічу психологію мислення.
«Візуальне задоволення та оповідне кіно» створювалося в період фемінізму другої хвилі, який займався досягненням рівності жінок на робочому місці та вивченням психологічних наслідків сексуальних стереотипів. Малві закликає викорінити жіночу сексуальну об'єктивність, приєднавшись до фемінізму другої хвилі. Вона стверджує, що для того, щоб жінки були однаково представлені на робочому місці, жінки повинні зображатися такими, якими є чоловіки: такими, що не мають ролі сексуального об’єкта.
Малві пропонує у своїх нотатках фільм Майкла Павелла «Підглядання Тома» (про вуаєриста-вбивцю, який знімає смерть своїх жертв), де власний вуаєризм глядача стає шокуюче очевидним — глядач ідентифікується зі збоченим героєм. Процес включає і жінку-глядачку, яка ототожнює себе з чоловіком-спостерігачем, а не з жінкою-об’єктом погляду.

### Реалізм і контркіно
Ранні роботи Марджорі Розен і Моллі Гаскелл щодо представленняи жінок у кіно бул частиною руху за реалістичніше зображення жінок як у документальному, так і в художньому кіно. Зростаюча присутність жінок у кіноіндустрії була позитивним кроком до цієї мети, через привернення уваги до феміністичних питань та висування альтернативного, реалістичного погляду на жінок. Однак Розен і Гаскелл визнавали, що ці зображення все ще опосередковувались тими ж факторами, що і традиційне кіно, наприклад, «рухома камера, композиція, монтаж, освітлення та всі різновиди звуку». Визнаючи цінність включення позитивних уявлень про жінок у кіно, деякі критики(ні) стверджували, що реальні зміни відбудуться лише через перегляд ролі кіно в суспільстві, часто з семіотичної точки зору.
Клер Джонстон висунула ідею, що жіноче кіно може функціонувати як «контркіно». Усвідомлюючи засоби виробництва та протиставляючись сексистській ідеології, жіночі фільми мають потенціал стати альтернативою традиційним голлівудським фільмам. Перші спроби показати справжніх жінок були високо оцінені. Такі критикині, як Ейлін Макгарі, полемізували, що «справжні» жінки на екрані все ще були лише надуманими зображеннями. У відповідь на статтю Джонстон багато кінорежисерок інтегрували «альтернативні форми та експериментальні методи».

### Додаткові теорії
Б. Рубі Річ стверджує, що феміністська теорія кіно повинна змінити погляд на фільми в більш широкому сенсі. Есе Річ «В ім'я феміністської кінокритики» стверджує, що фільми жінок часто отримують похвалу за певні елементи, а феміністичні підтексти ігноруються. Через феміністську теорію необхідно зосередитися на тому, як сприймають жіноче кіно.
Виходячи з точки зору чорної феміністки, американська науковиця белл гукс висунула поняття «опозиційний погляд», заохочуючи темношкірих жінок не сприймати стереотипних уявлень у кіно, а активно критикувати їх. «Опозиційний погляд» — це відповідь на візуальну насолоду Малві: так само, як жінки не ототожнюються з жіночими персонажками, які не є «справжніми», кольорові жінки повинні реагувати на конфесійну карикатуру на чорношкірих жінок. У статті Джанет Бергстром «Висловлювання та сексуальні відмінності» (1979) використовуються ідеї Фрейда про бісексуальні реакції: жінки здатні ототожнюватися з чоловічими персонажами, а чоловіки з жіночими, або послідовно, або одночасно. Міріам Гансен у роботі «Задоволення, амбівалентність, ідентифікація: Валентино та жіноча зрілість» (1984) висунула ідею, що жінки також здатні розглядати чоловічих персонажів як еротичні об’єкти бажання. У «Ляльковому будиночку майстра: вікно у двір» Таня Модлескі стверджує, що фільм Гічкока «Вікно у двір» є прикладом сили чоловіка-глядача та позиції жінки як ув'язненої у «ляльковому будиночку господаря».
Керол Кловер у популярній і впливовій книзі «Чоловіки, жінки та бензопили: гендер у сучасному фільмі жахів» (Princeton University Press, 1992) стверджує, що молоді глядачі жанру жахів (молоді чоловіки — основна демографічна група) готові ідентифікувати себе з жінкою в небезпеці, ключовій складовій оповіді жахів, і ідентифікуватись на несподівано глибокому рівні. Далі Кловер стверджує, що «остання дівчина» у психосексуальному піджанрі жахів незмінно перемагає через власну винахідливість і в жодному разі не є пасивною або неминучою жертвою. У відповідь на цю та іншу критику Лора Малві знову повернулася до цієї теми. Звертаючись до гетеросексуальної жінки-глядачки, вона переглянула свою позицію і виснувала, що жінки можуть виконувати дві ролі стосовно фільму: мазохістська ідентифікація з жінкою-об’єктом бажання, яка врешті перемагає себе, або ідентифікація з чоловіками як активними глядачами. Нову версію погляду запропонувала на початку 1990-х Браха Ліхтенберг Еттінґер, через поняття «матріархальний погляд».

## Список обраних феміністичних теоретикинь і критикинь кіно
- Пем Кук
- Клер Джонстон
- Лора Малві
- Браха Ліхтенберг Еттінґер
- белл гукс
- Тереза де Лауретіс